# Paul Neergaard
Pierre Paul Ferdinand Mourier de Neergaard  (n. 19 februarie 1907, Nyborg, regiunea Syddanmark, Danemarca – d. 13 noiembrie 1987, Copenhaga, Danemarca) a fost un agronom și esperantist danez.
Paul Neergaard este considerat părintele patologiei seminței, inventând termenul împreună cu Mary Noble în anii 1940.
Paul Neergard a susținut foarte mult limba internațională Esperanto. A fost un membru al Akademio de Esperanto (Academiei de Esperanto), și a publicat câteva cărți în această limbă, în domeniul științelor și  lingvisticii.

## Lucrări
- Patologia seminței, două volume
- 1.-15. Årsberetning fra J. E. Ohlsens Enkes plantepatologiske laboratorium.

### În esperanto
- Atakoj kontraŭ ĝardenplantoj
- La vivo de la plantoj (Viața plantelor)
- Terminaro Hortikultura (în șase limbi)
- Eta Krestomatio
- Tra Densa Mallumo
- Fremdvortoj en Esperanto
- Scienco kaj Pseŭdoscienco pri Heredo kaj Raso
- La Esperantologio kaj ties Disciplinoj. Taskoj kaj Rezultoj